# Departamento Rawson (Chubut)
Rawson es un departamento de la provincia del Chubut, Argentina.
Con 3.922 km² de superficie, es el departamento más pequeño de la provincia. Limita al norte con el departamento de Biedma, al oeste con el de Gaiman, al sur con el de Ameghino, y al este con el océano Atlántico. A su vez es el segundo departamento más poblado de la provincia. La cabecera del departamento es Rawson (que también es la capital provincial). Es atravesado por el río Chubut, en cuyo valle se asienta casi toda su población. La ley que determinó la división política de la provincia, en 1955 también estableció los límites del distrito.
A su vez, es el segundo departamento más poblado y el de mayor densidad de población de la provincia.

## Toponimia
El nombre "Rawson" es en honor a Guillermo Rawson, Ministro del Interior durante la presidencia de Bartolomé Mitre, quién fomentó la colonización efectiva del territorio y ayudó a los colonos galeses.

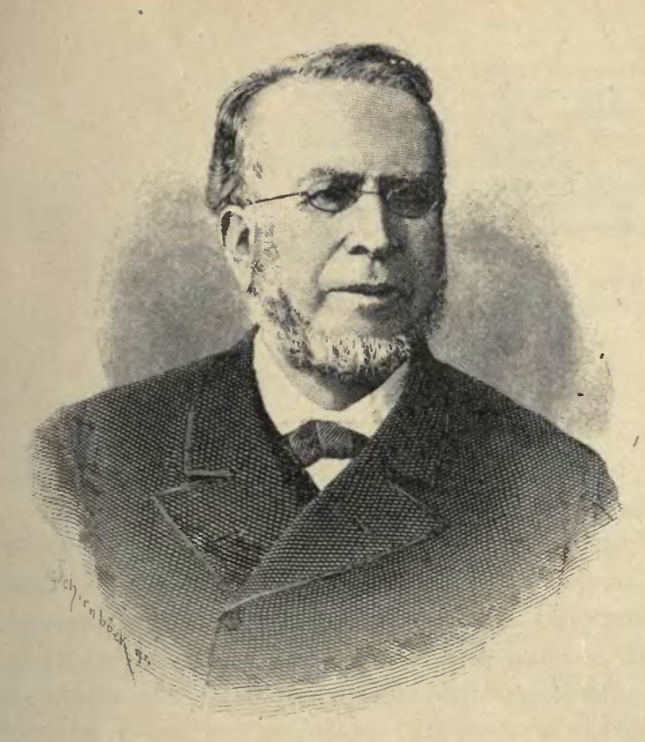
Guillermo Rawson

## Historia
En un principio, la zona del Valle inferior del río Chubut fue considerado como un solo departamento, pero en 1885 el gobierno nacional la divide en el "departamento de la Capital" y en el "departamento del Sud". En 1887, se los llama departamentos Rawson y Gaiman. Al año siguiente, el gobernador Fontana designa la primera comisión municipal de Rawson.
En 1894, se subdivide el departamento en dos distritos (Rawson y Trelew) y declara al primero capital del territorio y cabecera del departamento.

## Demografía

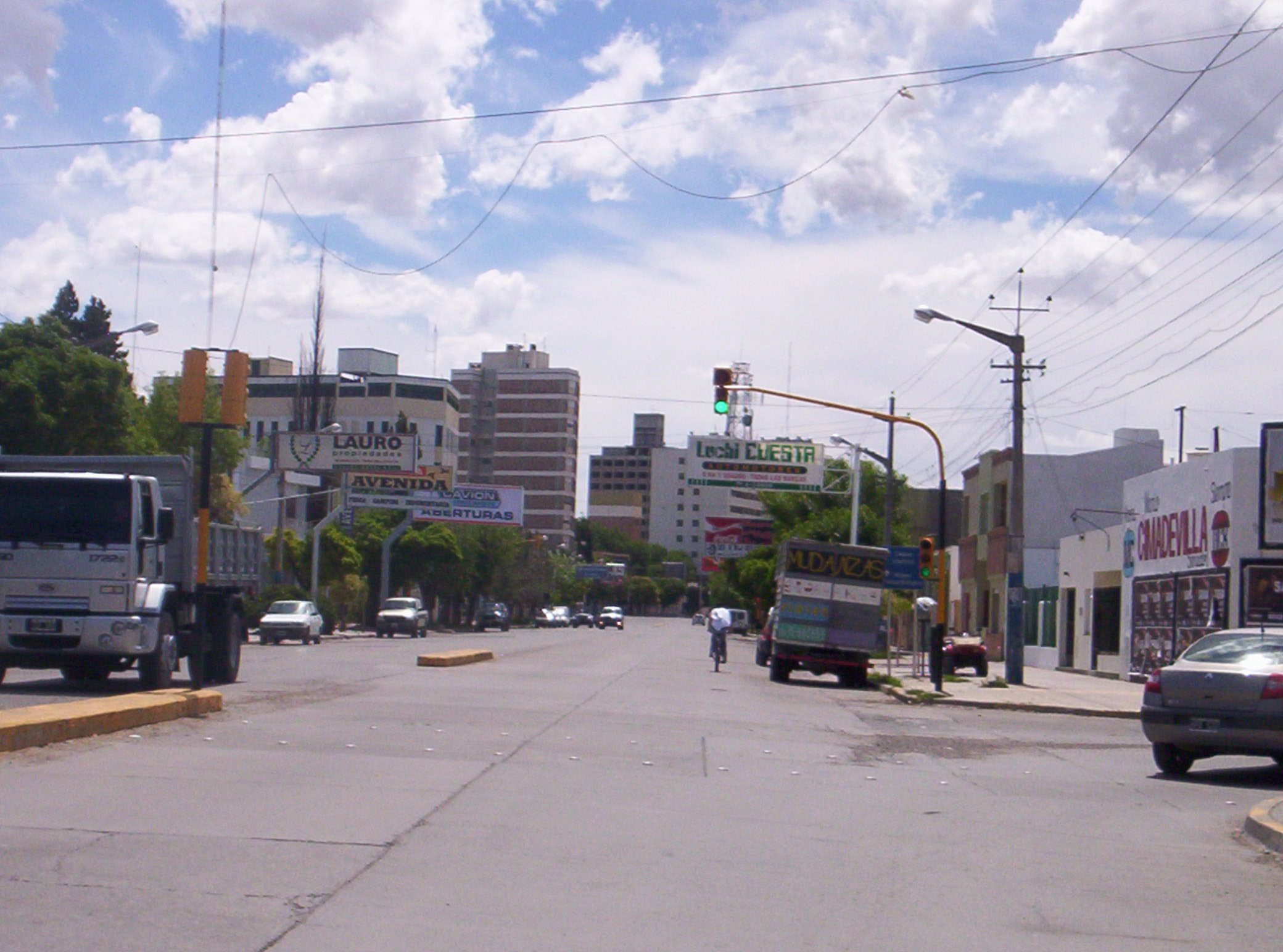
Trelew, la ciudad más poblada del departamento, con casi 100.000 habitantes.

Según Censo 2010 la población del departamento alcanza los 131.148 habitantes.El censo de 2022 reveló que el departamento desaceleró su crecimiento al arrojar 145.763 habitantes .Es el departamento con mayor densidad en la provincia.
|           | 1895  | 1914     | 1947    | 1960    | 1970     | 1980    | 1991    | 2001    | 2010    | 2022    |
| Población | 1.413 | 7.226    | 9.605   | 17.155  | 34.361   | 67.991  | 100.243 | 115.829 | 131.148 | 145.763 |
| Variación | -     | +411,39% | +32,92% | +78,60% | +100,29% | +97,87% | +47,43% | +15,54% | +13,22% | +11%    |

Fuente: Instituto Nacional de Estadísticas y Censos, INDEC

## Localidades

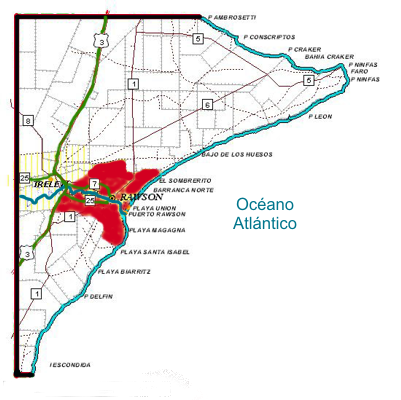
Egidos municipales de Trelew (amarillo) y Rawson (rojo).

- Playa Unión
- Puerto Rawson
- Rawson
- Trelew
- Playa Magagna
- Don Emilio
- Hendre
- Casa Blanca
- Rodas Park

## Parajes y zonas rurales
- Punta Ninfas
- Playa Santa Isabel
- Playa El Faro
- Treorky
- Drofa Dulog
- Glyn Du
- Tres Sauces
- km 35
- km 78
- km 81
- km 82
- km 87
- Bajo de los Huesos
- Playa Isla Escondida
- Punta León
- Playa Biarritz
- Punta Conscriptos
- El Sombrerito

### Estancias
- La Redonda Chica
- La Pelada
- La Esperanza
- El Pedral